# 天街
天街是中国古代星官名之一，属二十八宿西方七宿的毕宿，位于现代星座的金牛座，含有2颗星。《石氏星经》的有关记载为：
王昴、毕间二星曰天街。
《晉書·天文志》：昴西二星曰天街，三光之道。天街位於黃道，讓日、月和五顆行星通過。
清代钦天监所编《仪象考成》，天街增加了4星。

## 所含恒星及对应西方名称[1]
| 天街一   | κ2 Tau |
| 天街二   | ω1 Tau |
|          |        |
| 天街增一 | ω2 Tau |
| 天街增二 | κ2 Tau |
| 天街增三 | υ Tau  |
| 天街增四 | 72 Tau |